# 페루고기잡이쥐
페루고기잡이쥐(Neusticomys peruviensis)는 비단털쥐과에 속하는 설치류의 일종이다. 페루 동부 지역에서만 발견되며, 해발 200~400m 높에서 서식하는 것으로 알려져 있다.